# Sutra de Vimalakirti

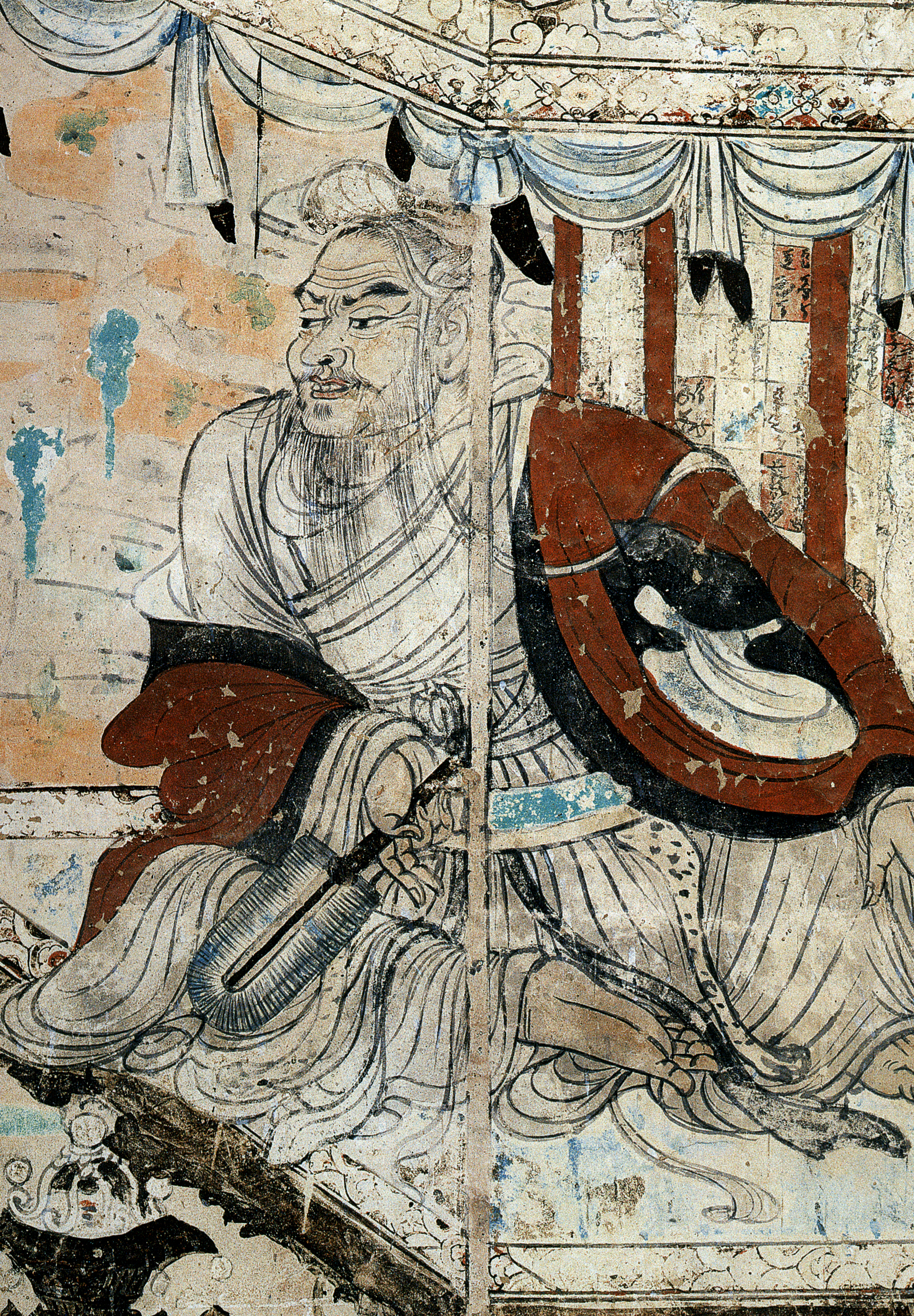
Vimalakīrti en una pintura china del en las Cuevas de Mogao de la ciudad de Dunhuang, Dinastía Tang.

El Sutra de Vimalakirti (en sánscrito: विमलकीर्ति निर्देश सूत्र, Vimalakīrti Nirdeśa Sūtra, lit. "Sutra de los Consejos de Vimakirti"), es un sutra del budismo Mahāyāna. Su protagonista es el laico Vimalakīrti, quien es presentado como un contemporáneo del Buda Shakyamuni. A lo largo de la narración, Vimalakirti expone el significado de la no dualidad. y enseña, tanto a arhats como a bodhisattvas, la doctrina del vacío. Otros temas explorados por el sutra son los medios hábiles, las tierras puras, la superioridad del Mahāyāna sobre el Hinayana, la ambivalencia de los sexos y la naturaleza del cuerpo de un Buda. En la mayoría de las versiones, el texto culmina con la enseñanza sin palabras del silencio.
En el sutra se enfatiza la idea de que los grados más altos de iluminación también pueden alcanzarse fuera de la comunidad monástica, afirmación disputada por la mayoría de las escuelas budistas en la época de aparición del texto (posiblemente alrededor del 100 d.C.). Se trata de uno de los sutras Mahāyāna de mayor influencia en Asia oriental, especialmente por su defensa de los practicantes no monásticos, su uso extensivo del humor y la comedia, y la importancia que da a la igualdad de hombres y mujeres en el budismo. Ha sido especialmente popular en la tradición Chán/Zen.

## Vimalakīrti
En sánscrito, Vimalakīrti (विमलकीर्ति) significa literalmente "fama inmaculada": विमल vimala, adj.: "pura, inmaculada"; कीर्ति kīrti, s.f.: "fama, gloria". En el sutra, es descrito como un hombre rico de la ciudad india de Vaishali, seguidor devoto del Buda Shakyamuni.
Además de poseer "innumerables riquezas", el laico Vimalakīrti tiene esposa e hijos, usa adornos y joyas en su vestimenta, y suele visitar sitios que podrían considerarse profanos, elementos todos que contrastan con las estrictas reglas de monjes y monjas budistas. Sin embargo, a lo largo de la narración, "con la mente limpia y purificada por su larga práctica del Buddhadharma", Vimalakīrti instruye con elocuencia y sabiduría a varios bodhisattvas y a los principales discípulos del Buda -en algunos casos, incluso se mofa de la ignorancia de éstos-.
El texto destaca la naturaleza caritativa de Vimalakīrti, especialmente el uso de su riqueza para aliviar a los más desfavorecidos y hacer ofrendas "a un inmensurable número de Budas". De acuerdo al sutra, la obtención de ganancias en sus actividades comerciales "no le generan ningún disfrute en particular" y "su impecable observancia de los preceptos sirve como una reprimenda a aquellos que puedan violar las prohibiciones". Su carácter de laico le permite visitar lugares ilícitos como casas de juego, con el afán de llevar el Dharma a quienes allí se encuentran.
El sutra lo presenta como el modelo de upāsaka (practicante laico del budismo).
En la tradición comentarial china, el nombre de su esposa es dado como Wu Gou (en chino tradicional, 無垢), el de su hijo como Shan Si (善思) y el de su hija como Yue Shang Nu (月上女), y se afirma que todos ellos son practicantes del dharma.

## Orígenes y recepción del sutra

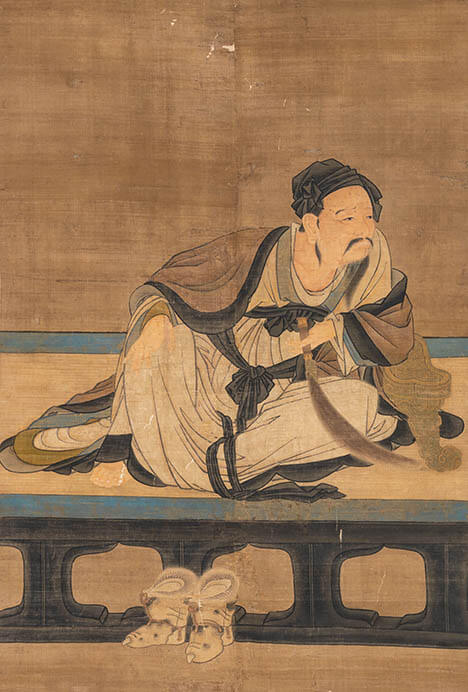
Vimalakirti. Autor anónimo, Dinastía Yuan (1271-1368)

El traductor Burton Watson  argumenta que el Vimalakīrti Nirdeśa probablemente fue compuesto alrededor de 100 d. C. Aunque el original se perdió durante siglos, en 1999 una versión sánscrita fue recuperada entre la colección Potala del gobierno chino en Tíbet.
Fue traducido al chino varias veces, la primera en 188 d. C., a manos de un discípulo del monje budista Lokaksema (chino: 支婁迦讖 Zhī Lóujiāchèn, a veces abreviado 支讖 Zhī Chèn), quien llegó a China desde el reino de Gandhara. El sutra fue traducido seis veces más en fechas posteriores. Dos traducciones al chino especialmente influyentes son la versión de Kumārajīva (406 d. C.), que ha sido la más utilizada hasta la actualidad, y la versión de Xuanzang (650 d. C.). También fue objeto de una enérgica actividad exegética en Asia Oriental (en cambio, no se conocen comentarios indios o tibetanos). Un fragmento de un comentario muy temprano, posiblemente escrito antes del siglo IV, ha sido preservado como manuscrito y tomado como objeto de un estudio monográfico.
El sutra ha sido especialmente popular en la tradición Chán/Zen. Sin embargo, McRae señala que el Sutra de Vimalakirti nunca fue usado por esa escuela como objeto de devoción en sí mismo, y que ninguna escuela budista se formó nunca en torno a este texto -como sí ha sucedido con otros sutras célebres-, por lo que quizás no gozara de una popularidad tan grande como otras escrituras centrales del Mahayana.
Richard B. Mather rastrea múltiples causas de la popularidad del texto en China, incluido su humor "descarado", su crítica a los śrāvakas y al Abhidharma, y la universalidad y "flexibilidad" de su perspectiva. Mather afirma que a pesar de su desprecio por los śrāvakas, el sūtra apoya firmemente a la Saṃgha, y el texto tiene la intención de avalar la práctica del camino del bodhisattva tanto por parte de monásticos como de laicos, sin oposición entre sí.
Hu Shih, una importante figura en la reforma del idioma chino de principios del siglo XX, escribió que el Vimalakīrti Nirdeśa estaba entre las tres traducciones más influyentes hechas por Kumārajīva (las otras dos serían el Sutra del Diamante y el Sutra del Loto). Como obra literaria, elogió esta versión del sūtra como "mitad novela y mitad drama, con enorme impacto en la literatura y las bellas artes". También Nan Huaijin consideraba que esta traducción del Vimalakīrti Nirdeśa es una pieza única de la literatura china y forma "prácticamente su propio campo literario".
Según la descripción de Nan Huaijin del sistema monástico Chán/Zen, el abad del monasterio solía vivir en una pequeña habitación que tenía como modelo la habitación de Vimalakīrti. Estos aposentos, así como el propio abad, se conocían coloquialmente como fāngzhàng (chino: 方丈, japonés: Hōjō), o "tres metros cuadrados". Esto se refiere a la descripción en el sutra de la habitación aparentemente pequeña y humilde de Vimalakīrti, que el texto retrata transformándose milagrosamente en una vasta arena cósmica en la que se enseñan verdades trascendentes para una audiencia de bodhisattvas avanzados.

## Sinopsis
El sutra comienza con Buda enseñando el Dharma a una gran asamblea de la sangha, bodhisattvas celestiales, laicos y varios devas u otros seres no humanos en los jardines de Amra, en la antigua ciudad de Vaishali, ubicada en el noreste de India. Vimalakīrti, un laico budista que es considerado un dechado de virtud, finge estar enfermo. Cuando el gobernante de la región y varios funcionarios u otros personajes lo visitan, aprovecha la oportunidad para exponer las enseñanzas de Dharma sobre la impermanencia y el cuerpo de Buda.
Cuando el Buda Shakyamuni se entera de la situación, le pide a cada uno de sus diez discípulos monjes más importantes que visiten a Vimalakīrti durante su enfermedad, pero uno a uno se niegan a hacerlo, cada uno citando un incidente pasado en el que Vimalakīrti le reprendió por alguna deficiencia en su comprensión del Dharma. Lo mismo se repite con varios grandes bodhisattvas, hasta que finalmente Mañjuśrī, el bodhisattva de la sabiduría, acepta ir a ver a Vimalakīrti.
Vimalakīrti y Mañjuśrī discuten posteriormente puntos de doctrina en la pequeña habitación de Vimalakīrti, que milagrosamente acomoda a las multitudes de personas que han venido a ver. Finalmente, en los Jardines de Amra, Vimalakīrti y Mañjuśrī se unen al Buda Shakyamuni para otras exposiciones del Dharma y la realización de demostraciones de sus poderes sobrenaturales.
El sutra de Vimalakīrti concluye con alabanzas del sutra mismo, y una escena de "delegación" en la que el Buda Shakyamuni llama al bodhisattva Maitreya, que está destinado a ser el próximo Buda en aparecer en este mundo, para guardar el sutra y asegurarse de que sea ampliamente propagado.

## Traducciones
Actualmente hay varias traducciones disponibles.
En español, Fernando Tola y Carmen Dragonetti publicaron una versión en 2018. Hay también una de Laureano Ramírez Bellerín de 2004, a partir de la versión de Kumarajiva, y otra a cargo del maestro zen Dokushō Villalba, publicada por primera vez en 1989.
En inglés, hay al menos seis. Tres de ellas han sido traducidas de la versión china de Kumarajiva (344-413 d. C.), otras dos de la versión tibetana del canon Kanjur, y una del recientemente descubierto texto sánscrito.
En chino sobreviven tres versiones, la citada versión de Kumarajiva, la de Xuanzang y una -la más temprana- del laico Zhi Qian.
En tibetano hay dos versiones conocidas: la del Kanjur, que Chos-nyid-tshul-khrims compuso a principios del siglo VIII
, y la versión de Dunhuang encontrada a principios del siglo XX. También hay varias traducciones al japonés, coreano, mongol, y lenguas manchúes. Circula además una versión popular en francés a partir del tibetano, realizada por el famoso erudito Étienne Lamotte.